# أنطونيو ليفرامينتو
أنطونيو ليفرامينتو (بالبرتغالية: António José Parreira do Livramento‏) هو لاعب كرة قدم برتغالي في مركز الهجوم، ولد في 28 فبراير 1943 في يابرة في البرتغال، وتوفي في 7 يونيو 1999 في لشبونة في البرتغال. لعب مع نادي بنفيكا.